# Voice Crack
Voice Crack war ein Schweizer Duo, das experimentelle elektronische Musik spielte.

## Geschichte
Das Duo, bestehend aus Andy Guhl und Norbert Möslang formierte sich Ende 1972 und trat seit 1984 unter dem Namen Voice Crack auf. Das Duo prägte mit seiner Musik seit den 1980er Jahren den Begriff der „geknackten Alltagselektronik“: Die Musiker benutzen alltägliche elektronische Geräte wie Diktafone, Plattenspieler etc., denen sie neue Geräusche entlockten, indem sie diese mit Handbewegungen und Licht über eine komplexe Steuerung kontrollierten.
Seit Anfang der 1980er Jahre waren Voice Crack Bestandteil mehrerer Dutzend Ausstellungen und anderer künstlerischer Veranstaltungen. Die Band gab Auftritte auch ausserhalb der Schweiz, so zum Beispiel in Frankreich und bei einem Konzert mit eRikm auch in Australien. Bei ihren Konzerten haben Voice Crack mit grenzüberschreitenden Projekten anderer Natur zusammengespielt, dazu gehört beispielsweise die von Uri Caine mitgegründete Band Bedrock. 2001 waren Voice Crack die offiziellen Vertreter der Schweiz auf der Biennale von Venedig.
Das Duo trennte sich 2003, Guhl und Möslang haben seitdem eigene Projekte verfolgt.

## Diskografie
- 1977: Deep Voices (FMP)
- 1980: Brissugo (Uhlang Production)
- 1982: Knack On (FMP)
- 1983: Werkstatt Eisen (Uhlang Production)
- 1984: Voice Crack (Uhlang Production)
- 1985: Radio Laboratorium (Uhlang Production)
- 1986: Kick that Habit (Uhlang Production)
- 1987: Draht (Verlag Vexer)
- 1988: Fish that Sparkling Bubble (mit Borbetomagus; Uhlang Production)
- 1990: Earflash (Uhlang Production)
- 1994: Concerto for Cracked Everyday-electronics and Chamber Orchestra (mit Borbetomagus; Uhlang Production)
- 1996: Table Chair and Hatstand (mit Günter Müller und Jim O’Rourke; Uhlang Production)
- 1997: Below Beyond Above (Uhlang Production)
- 1998: Taken & changed (fals.ch)
- 1999: Infra Red (Uhlang Production)
- 1999: poire_z (mit Günter Müller und eRikm; For4Ears)
- 2000: poire_z + (mit Günter Müller, eRikm, Christian Marclay, Sachiko M. und Otomo Yoshihide; Erstwhile)
- 2000: shock_late (emm)
- 2000: Ballchannel (meeuw muzak)
- 2001: Bits, Bots & Signs (mit Otomo Yoshihide; Erstwhile)
- 2001: presque_chic (mit Günter Müller, eRikm; Sonoris)
- 2001: Double Wash (mit Lionel Marchetti und Jérôme Noetinger; GROB)
- 2002: Buda Rom (mit Günter Müller; For4ears)
- 2003: Oystered (mit Oren Ambarchi und Günter Müller; Audiosphere)
- 2003: Ba kagpja (mit Carlos Zingaro; sirr)